# キャピタル・レディオ
『キャピタル・レディオ』（Capital Radio）は、ザ・クラッシュの曲、およびEPのタイトル。
オリジナルの、2分7秒（2分9秒）のヴァージョンはキャピタル・レディオまたはキャピタル・レディオ・ワンとして『キャピタル・レディオ』（1977年）、『ブラック・マーケット・クラッシュ』（1980年）、『クラッシュ・オン・ブロードウェイ』（1991年）、『ザ・ストーリー・オヴ・ザ・クラッシュ』（1988年）、『ライヴ・クラッシュ』（1999年）、『エッセンシャル・クラッシュ』（2003年）、『the CLASH SINGLES '77-'85』（2006年）に収録されている。
詞の内容は、メインストリームのヒット曲ばかり流し、パンクに冷たかったロンドンで唯一（当時）のコマーシャル・ラジオ局の方針に対する攻撃である。音楽チーフの名を挙げ、「奴はヒット曲ばかりを流す / お前らはラジオの前に釘付けだ」と煽る。
曲の終りはキャピタルの実際のジングルを使用したパロディになっている。バンドは「ロンドンに周波数を合わせてください」を「何にも周波数を合わせるな」と言い換えている。

## キャピタルレディオ EP
1977年4月1日に録音された7インチシングル盤のEPは、ニュー・ミュージック・エクスプレス誌に印刷されたクーポンとファーストアルバム『白い暴動』に貼られた赤いステッカーを合わせて送り返すと貰えたものである。ミッキー・フットのプロデュースで、エンジニアはサイモン・ハンフリー。

### 収録曲
全曲ジョー・ストラマーとミック・ジョーンズによるもの。
A面
1. キャピタル・レディオ
2. インタヴュー: トニー・パーソンズ、ザ・クラッシュ

B面
1. リッスン

## キャピタル・レディオ・ツー
1978年から1979年の間、「キャピタル・レディオ」は非常にレアになっており、バンドは「キャピタル・レディオ・ツー」というタイトルで録音したものをEP『コスト・オブ・リヴィング』に収録し、1979年5月11日に7インチ・シングルフォーマットでリリースした。このレコーディングは、『キャピタル・レディオ EP』が非常に高価で取引されていることをバンドが知ったために行われた。
「キャピタル・レディオ・ツー」はイントロとアウトロの追加により、全長が長くなっている。
このバージョンは『スーパー・ブラック・マーケット・クラッシュ』（1994年）、『the CLASH SINGLES '77-'85』（2006年）にも収録されている。